# Gomphomastax longicuspidatus
Gomphomastax longicuspidatus is een rechtvleugelig insect uit de familie Eumastacidae. De wetenschappelijke naam van deze soort is voor het eerst geldig gepubliceerd in 1998 door Mahmood & Yousuf.